# 少輻泥鱂
少輻泥鱂，為輻鰭魚綱鯉齒目鯉齒亞目花鳉科的其中一種，分布於中美洲海地東北部Grand Riviere du Nord的淡水流域，體長可達3.5公分，屬肉食性，生活習性不明。

## 擴展閱讀
維基物種上的相關：少輻泥鱂